# Guts (Sport)

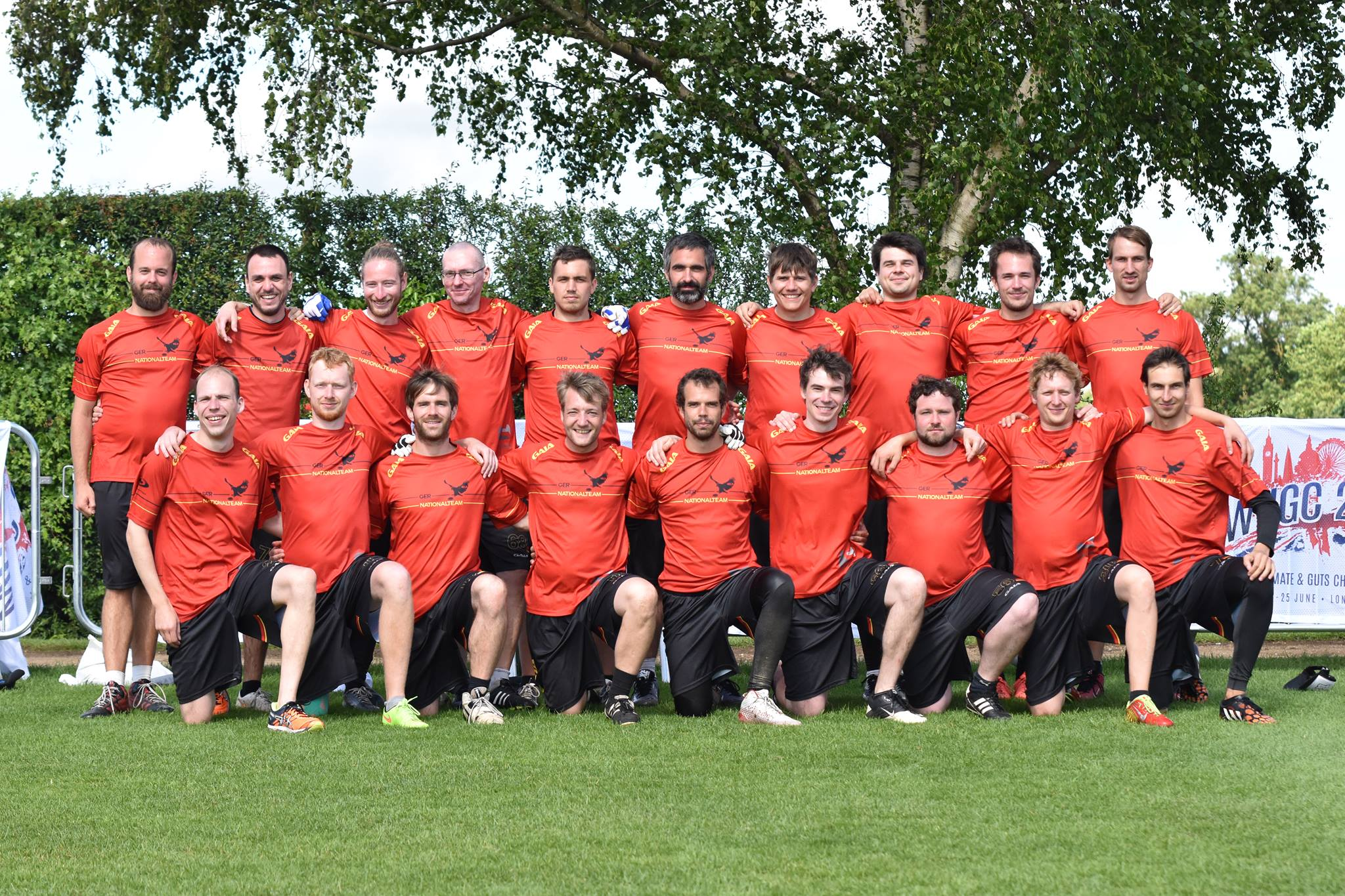
Mannschaftsfoto der deutschen Guts Nationalmannschaft

Guts (auf Deutsch so viel wie Mumm) ist ein Mannschaftssport, der mit einem 125 g schweren Frisbee gespielt wird. Guts gilt als erstes Standardspiel bei Turnieren im Bereich Mannschaftsspiel mit Flugscheiben.
Wie Ultimate frisbee wird es ohne Schiedsrichter gespielt.

## Spielregeln
Das Spielfeld besteht aus zwei parallelen Torlinien mit einer Länge von 15 m und einem Abstand von 14 m. Zwei Mannschaften zu je fünf Spielern stellen sich an den Torlinien einander gegenüber in einer Reihe auf. Die Spieler stehen so in einer Reihe, dass sich die Fingerspitzen benachbarter Spieler bei ausgestrecktem Arm berühren.
Jedes Team verteidigt eine Torlinie. Die Scheibe wird zwischen den Teams hin und her geworfen. Ziel ist es, die Scheibe durch die Reihe der verteidigenden Spieler zu werfen. Ziel des Spiels ist es, die Scheibe so hart zur gegnerischen Mannschaft zu werfen, dass kein Spieler sie einhändig fangen kann. 
Ein Punkt wird erzielt, wenn die Scheibe nicht oder nicht einhändig gefangen wird. Dagegen erhält die gegnerische Mannschaft einen Punkt, wenn die Scheibe nicht in den Fangbereich geworfen wurde. Bevor die Scheibe gefangen wird, darf sie durch Hochtippen in der Luft gehalten werden, um später von einem anderen Spieler gefangen zu werden. Die Spieler dürfen sich nach dem ersten Kontakt mit der Scheibe frei bewegen.
Der Fänger der Scheibe wirft diese anschließend wieder zum gegnerischen Team. Wurde die Scheibe nicht gefangen, wirft der Spieler, der sie als letztes berührte oder ihr am nächsten steht. Vor jedem Wurf müssen die Spieler des Fängerteams in Ausgangsposition an der Torlinie stehen. Nach elf gespielte Punkten werden die Seiten gewechselt.

## Ziel des Spiels
Die Punkte werden erzielt wenn:
- die Scheibe vom gegnerischen Team nicht gefangen wird
- die Scheibe nicht einhändig gefangen wird
- die gegnerische Mannschaft die Scheibe nicht weit genug, also nicht in den Fangbereich wirft.

In der Regel gewinnt die Mannschaft, die 21 Punkte erreicht. In einer Variante über zwei Gewinnsätze gilt ein Satz als gewonnen, wenn eine Mannschaft 15 Punkte erspielt hat.

## Deutscher Kader Weltmeisterschaft 2016
- #2 Matthias Arndt
- #3 Felix Frey
- #4 Alexander Zach
- #5 Philipp Dallmann
- #6 Christian Söngen
- #7 Thomas Müller
- #10 Christoph Fuchs
- #11 Benno Kerkloh
- #13 Mischa Hollinder
- #24 Clemens Trautmann (Coach)
- #26 Maximilian Hofmann
- #28 Jens Aldinger
- #29 Moritz Wurth
- #36 Felix Glöde
- #47 Johannes Görthofer
- #56 Michael Aepfelbach
- #66 Matthias Janke
- #68 Ralf Pflanz
- #77 Nikolas Preibusch